# Berrechid
Berrechid (arab. برشيد –) – miasto w Maroku. Według stanu na 2014 roku liczyło 136,634 mieszkańców.  Zostało wybudowane na początku XIX wieku przez rodzinę Al-Rashid. Położone na południowy wschód od Casablanki. W mieście funkcjonuje klub piłkarski Youssoufia Berrechid, który gra w GNF 1.